# Hacı-Bayram-Moschee

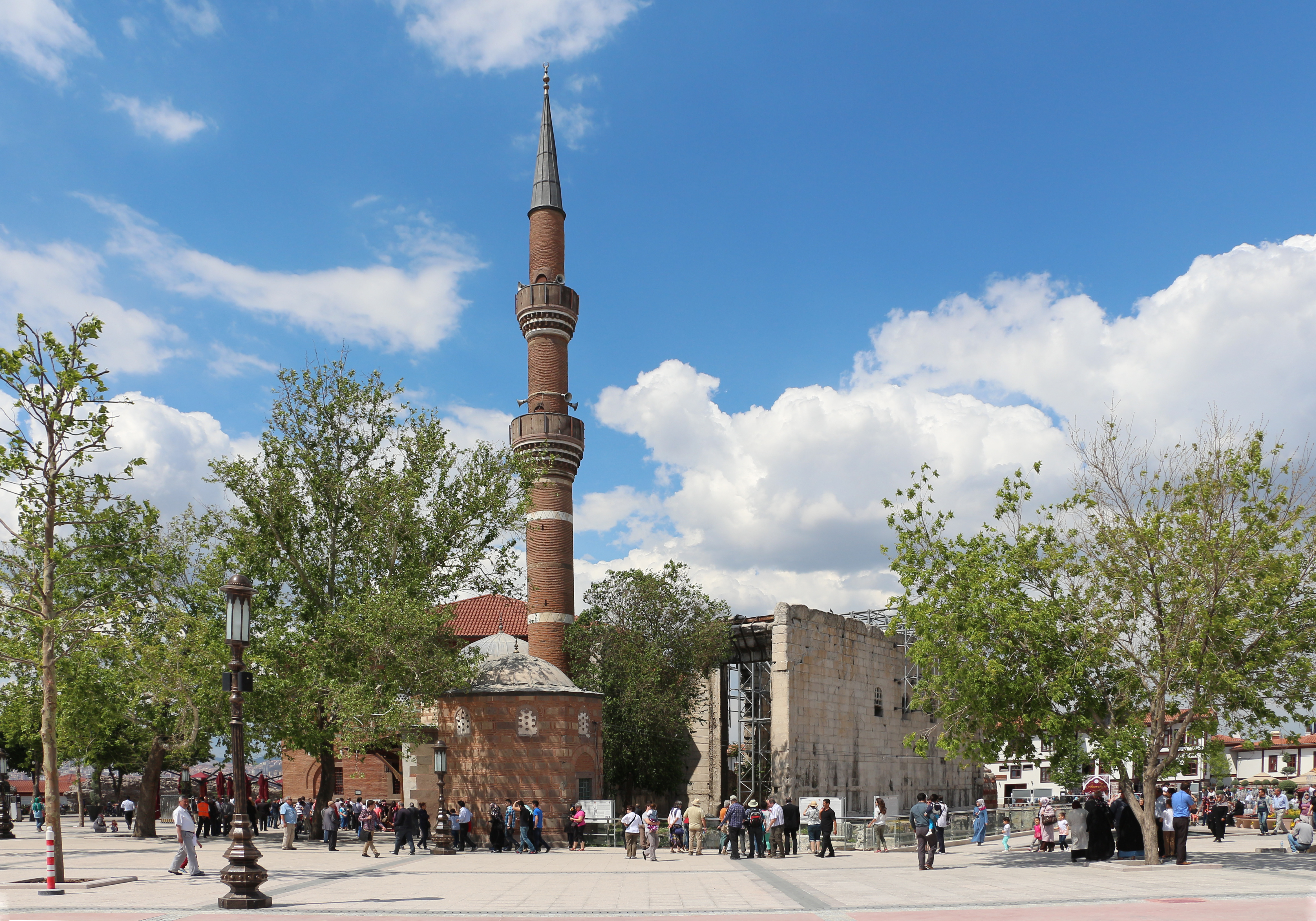
Hacı-Bayram-Moschee. Das helle, eingerüstete Steingebäude rechts vom Minarett der Moschee ist der Augustustempel

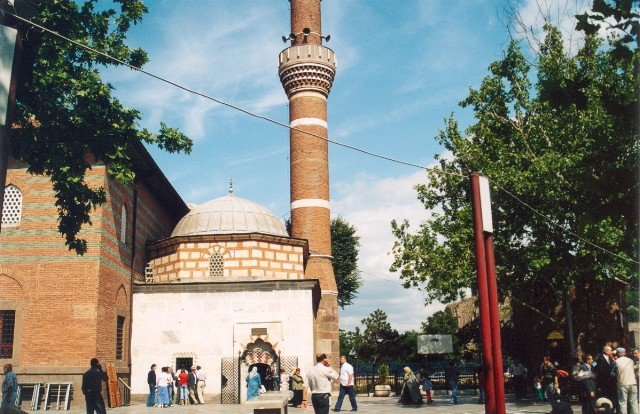
Mausoleum

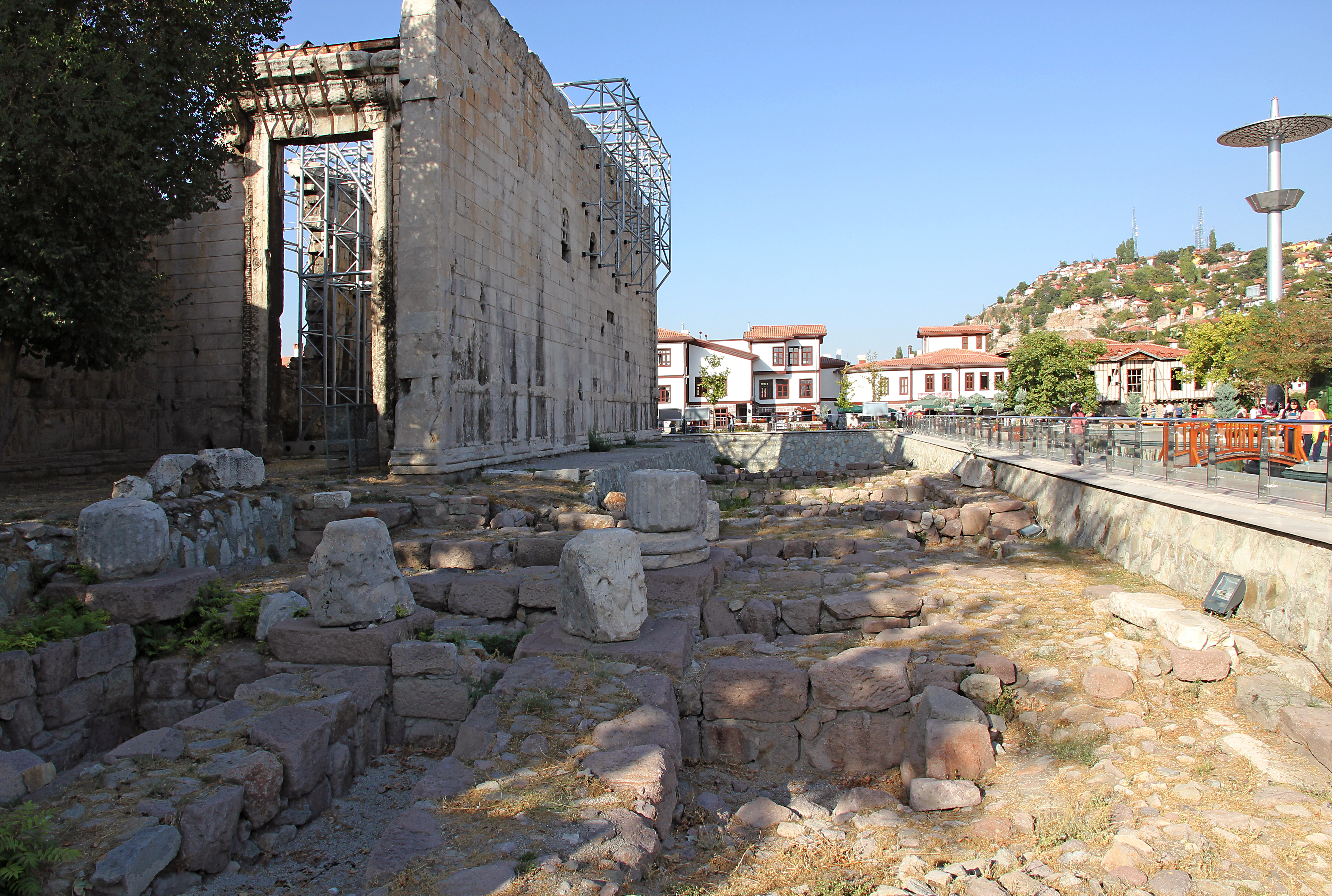
Augustustempel

Die Hacı-Bayram-Moschee, auch Hadschi-Bairam-Moschee (türkisch Hacıbayram Câmii), wurde in den Jahren 1427–1428 für den Dichter und Musiker Hacı Bayram-i Veli, der den Sufiorden der Bayramiyye gründete, in Ankara erbaut.
Direkt neben der Moschee befindet sich die Hacı Bayram-Türbe (türkisch Hacı Bayram Türbesi), das Mausoleum des Hacı Bayram-i Veli, welches von vielen Gläubigen besucht wird.
Weiter liegt direkt neben der Moschee der Augustustempel mit dem Monumentum Ancyranum, dem lateinisch und griechisch geschriebenen Rechenschaftsbericht des römischen Kaisers Augustus.
Am 23. April 1920 versammelten sich die Abgeordneten der ersten Großen Nationalversammlung unter Gasi Mustafa Kemal Pascha in der Hacıbayram-Moschee. Die Eröffnung der Nationalversammlung verlief traditionell, mit einem öffentlichen Gebet an der Moschee und dem rituellen Opfer von Hammeln, deren Fleisch an die Armen verteilt wurde.